# Emiliano Sarti
Emiliano Sarti (Roma, 11 aprile 1795 – Roma, 22 ottobre 1849) è stato un filologo, epigrafista e archeologo italiano.

## Biografia
Nacque a Roma da Carlo Sarti, discendente di una famiglia di scalpellini, e Teresa Rocci nel 1795. Nonostante le ampie lacune nella sua biografia, in larga parte ricostruita grazie all'apporto dell'allievo Gaetano Pelliccioni, sarebbe divenuto orfano del padre in tenera età, venendo accolto assieme alla madre e alla sorella Maria a casa di uno zio.
Studiò presso il Collegio romano ottenendo ottimi risultati anche nelle discipline scientifiche; non risulta che abbia mai conseguito la laurea ma sicuramente proseguì negli studi. Di particolare rilevanza nella sua vita fu l'incontro con Andrea Molza, professore di ebraico e poi di siro-caldaico all'Università La Sapienza nonché scrittore di ebraico e latino presso la Biblioteca apostolica vaticana, del quale fu allievo ed amico. Nel 1827 divenne infatti suo coadiutore, scriptor di latino, ebraico, arabo e siriaco presso la Biblioteca vaticana e poco dopo scriptor hebraicus effettivo; sempre su iniziativa di Molza, per disposizione di papa Leone XII, nel dicembre dello stesso anno divenne professore di ebraico alla Sapienza senza concorso, per poi passare all'insegnamento del greco nel 1832. La concessione della cattedra in via straordinaria avvenne sia perché Sarti si era impegnato a collaborare con Molza alla redazione, mai conclusa, di una grammatica, un'antologia e un lessico siriaci ad uso dell'ateneo sia perché egli era già celebre "per le sue produzioni anche presso gli esteri". L'apprezzamento per le abilità di Sarti è ulteriormente testimoniato sia dall'offerta, da lui stesso rifiutata, della supplenza della cattedra di archeologia della Sapienza nel 1840, rimasta vacante in seguito alla morte di Antonio Nibby (che lo indicò tra i suoi successori), sia dall'offerta, anch'essa rifiutata, della cattedra di greco dell'Università di Oxford.
In quegli anni Sarti ottenne numerosi riconoscimenti, venendo nominato: socio ordinario nel 1831 e poi censore nel 1833 della Pontificia accademia romana di archeologia, membro dell'Accademia di San Luca nel 1834, illustratore delle antiche iscrizioni dei Musei pontifici nel 1836 e membro dell'Accademia Reale Prussiana delle Scienze nel 1847. Nel 1846 fu inoltre nominato cavaliere dell'Ordine di San Gregorio Magno da Pio IX.
I suoi studi si concentrarono sull'epigrafia, la topografia e sui monumenti grazie allo sviluppo della filologia, di cui era considerato importante esponente dai contemporanei. Ricevette attestati di stima da Theodor Mommsen, studioso tedesco ben noto anche per la sua severità di giudizio e che lo reputava "tra i pochi in Roma che può chiamarsi studioso", e Christian Bunsen, topografo tedesco nonché suo amico grazie alla cui testimonianza è possibile attribuire a Sarti uno dei suoi più importanti contributi alle fonti della topografia urbana: l'aver stabilito la non autenticità di due opere attribuite a Publio Vittore e Sesto Rufo, che erano in realtà delle amplificazioni successive e non appartenevano quindi ai Cataloghi regionari. Fu molto attivo anche nella raccolta e classificazione di iscrizioni pagane e cristiane romane, collaborando a diversi progetti di studio e catalogazione epigrafica; si ricorda ad esempio la cooperazione tra il 1835 e il 1837 con Olaus Kellermann nell'immane lavoro di creare un corpus unitario delle iscrizioni latine, che sfociò poi anni dopo nella creazione del Corpus Inscriptionum Latinarum (CIL). Nel 1824 col collega Girolamo Amati progettò la ristampa modificata ed integrata del Lessico di Egidio Forcellini che tuttavia non vide mai la luce; è proprio dal manifesto dell'opera che si evince la sua parallela attività di topografo e archeologo.
Fu misuratore, disegnatore e ricognitore sul campo; nel giugno 1821 richiese, insieme all'amico Melchiade Fossati, di poter prendere misure nel Colosseo. Si dedicò allo studio in loco di numerosi edifici nella parte occidentale del Foro Romano e nello specifico: dei templi di Saturno, di Vespasiano e Tito, della Concordia e soprattutto del Tabularium. Anche in questo caso il suo operato fu attestato da Bunsen negli annali dell'Istituto di corrispondenza archeologica dove lo invitava, invano, a pubblicare i risultati dei suoi studi.
Nonostante la sua ampia attività l'unica opera che pubblicò, insieme a Giuseppe Settele, professore di astronomia ed ottica alla Sapienza, fu Ad Philippi Laurentii Dionysii opus de Vaticanis cryptis; appendix in qua nova cryptarum ichnographica tabula..., un'edizione ampliata e corretta dell'illustrazione dei monumenti delle Grotte Vaticane pubblicata nel 1773 da Filippo Lorenzo Dionisi. La quasi completa perdita dei suoi studi è dovuta ad un rifiuto completo della scrittura descritto come "naturale avversione alla fatica improba dello scrivere"; chiese perfino di non essere citato come autore nella pubblicazione, anche in questo caso mai avvenuta, di un papiro greco acquistato per la Biblioteca vaticana e studiato insieme ad Amati.
Negli ultimi anni della sua vita Sarti affiancò all'attività di studioso quella politica: nel 1847 fu nominato da Pio IX come consigliere comunale del neonato Municipio di Roma mentre nella primavera del 1848 fu chiamato, sempre dal pontefice, a far parte dell'Alto consiglio, una sorta di Senato previsto dal nuovo statuto. In entrambe le assemblee fu particolarmente attivo sui temi a lui più cari quali i monumenti antichi e l'istruzione pubblica. Nella commissione deputata a formare l'ordinamento comunale fu il primo consigliere eletto ed il suo progetto, con emendamenti di minore importanza, fu approvato all'unanimità: esso prevedeva cinque divisioni in ordine gerarchico tra cui la prima, della quale faceva parte, comprendeva per l'appunto istruzione pubblica e monumenti antichi e moderni. In questa veste fu impegnato da un lato nel confronto col governo per ottenere la consegna all'ente comunale dei monumenti e dall'altro per la creazione di un ginnasio-liceo comunale. Per questo suo interesse fu incaricato della stesura di un piano organico pedagogico-didattico che tuttavia non fu mai approvato; di questo piano resta una sua relazione sull'ordinamento del nuovo ginnasio per una durata complessiva di sette anni con tre classi di studio, uno dei più antichi documenti nella storia dell'istruzione classica italiana. Di particolare modernità è anche una sua proposta al consiglio comunale di archeologia preventiva ante litteram nella quale chiedeva che si fissasse prima di qualsiasi progetto edilizio "un principio invariabile di non fabbricare in alcuna parte della città, dove siano edifizi antichi di qualunque sorta, o apparenti o in qualche modo sepolti". Fu anche un punto di riferimento quale membro della sezione monumenti dato che sul piano operativo gli venivano frequentemente richieste ispezioni, consulenze e relazioni sul tema.
L'attività del comune fu tuttavia travolta dagli eventi che portarono alla nascita della Repubblica Romana. Sarti non rinunciò all'attività politica e si presentò alle elezioni dell'aprile 1849, risultando eletto con il nono miglior risultato. Il precedente sistema di Sezioni e Divisioni decadde de facto, dovendo il neonato Stato affrontare la nascente guerra con le forze pontificie, e quindi nacquero cinque commissioni di consiglieri con ampie facoltà di intervento, di cui solamente la Divisione centrale continuò a discutere di riforme; in questa sede si adoperò, come sempre aveva fatto, per la salvaguardia dei monumenti. Tentò invano anche di essere eletto all'Assemblea costituente.
Nonostante la sua attiva partecipazione alla vita politica repubblicana non è chiaro il suo preciso orientamento politico al riguardo; la sua adesione era infatti un pre-requisito fondamentale per la candidatura alla Costituente ma è attestato che rifiutò di prestare il giuramento alla Repubblica richiesto ai docenti universitari. Si proclamava seguace dello stoicismo e "politicamente contemporaneo" di Catone l'Uticense. L'abbraccio della causa repubblicana potrebbe esser stato anche frutto di quella concezione del neonato stato quale rifondatore degli antichi fasti tanto cari a Sarti come cultore dell'antichità.
Morì a Roma il 22 o il 23 ottobre 1849. Ci fu anche chi sostenne che si sarebbe avvelenato a imitazione di Catone non sopportando la caduta della Repubblica. Le esequie furono celebrate solennemente il 25 ottobre alla presenza dei membri del Collegio filologico nonché di numerosi professori della Sapienza. La sua raccolta personale di antichità fu ceduta dalla sorella Maria al Comune di Roma e collocata nei Musei Capitolini.